# Charles Stuart-Wortley, 1. Baron Stuart of Wortley

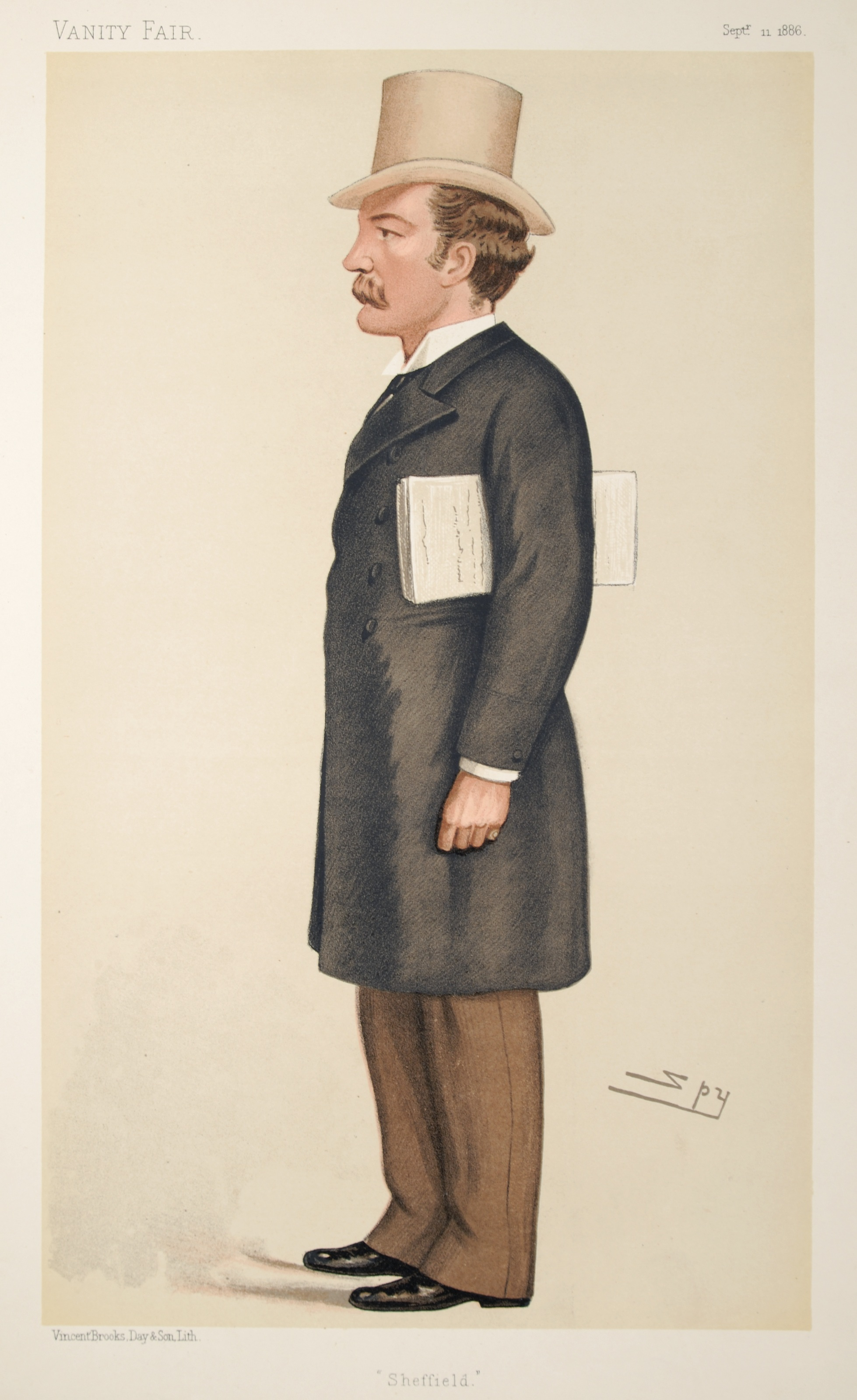
Charles Beilby Stuart-Wortley. Karikatur von Leslie Ward, 1886

Charles Beilby Stuart-Wortley, 1. Baron Stuart of Wortley PC (* 15. September 1851 in Escrick Hall; † 25. April 1926) war ein britischer Adliger, Jurist und Politiker.

## Leben
Charles Stuart-Wortley entstammte einer alten Nebenlinie der Stuarts, die von dem schottischen König Robert II. abstammte. Er war der zweite Sohn von James Stuart-Wortley und dessen Frau Jane Lawley. Er besuchte die Rugby School und studierte anschließend am Balliol College in Oxford, wo er 1875 seinen Abschluss als Bachelor of Arts machte. 1876 wurde er am Inner Temple als Barrister zugelassen. 1878 machte er seinen Abschluss als Master of Arts. Bei den Wahlen zum britischen Unterhaus 1880 wurde er als Abgeordneter der Tories für Sheffield gewählt, damit war er der erste Tory, der diesen Wahlbezirk nach der Wahlbezirkreform von 1832 gewann. Bei den nächsten Wahlen von 1885 wurde sein Wahlbezirk aufgeteilt, bei diesen Wahlen wurde er als Abgeordneter für den Wahlbezirk Sheffield-Hallam gewählt, den er bis 1916 im House of Commons vertrat. Von Juni 1885 bis Januar 1886 sowie von 1886 bis 1892 war er Under Secretary of State im Home Office. 1892 wurde er Queen’s Counsel und 1896 Mitglied des Privy Council. 1895 ernannte ihn Edward Benson, Erzbischof von Canterbury, zum Ecclesiastical Commissioner und zum Church Estates Commissioner der Church of England. Ab 1906 war er Direktor und stellvertretender Vorsitzender der Underground Electric Railways Company of London.
Nachdem er am 16. Dezember 1916 sein Abgeordnetenmandat niedergelegt hatte, wurde er am 1. Januar 1917 zum erblichen Baron Stuart of Wortley, of the City of Sheffield, erhoben und damit Mitglied des House of Lords.

## Familie und Nachkommen
Stuart-Wortley war zweimal verheiratet: 1880 heiratete er Beatrice (Bice) Trollope (1853–1881), eine Tochter des Schriftstellers Thomas Adolphus Trollope und dessen Frau Theodosia Trollope. Sie starb kurz nach der Geburt ihrer Tochter Beatrice Susan Theodosia Stuart-Wortley (1881–1973). 1886 heiratete Stuart-Wortley in zweiter Ehe Alice Sophia Caroline Millais (1862–1936), eine Tochter von John Everett Millais und Effie Gray. Mit ihr hatte er eine zweite Tochter, Clare Euphemia Stuart-Wortley (1889–1945). Da er keine männlichen Nachkommen hinterließ, erlosch sein Adelstitel mit seinem Tod.

## Sonstiges
Stuart-Wortley galt als guter Pianospieler, mit seiner zweiten Frau Alice teilte er seine Liebe zu Musik. Er und seine Frau waren eng mit dem Komponisten Edward Elgar und dessen Frau Alice befreundet. Stuart-Wortleys Frau soll dabei als Muse Elgars gedient und ihn zu mehreren Kompositionen inspiriert haben.